# Ида фон Валдек-Пирмонт
Ида Каролина Луиза фон Валдек-Пирмонт (на немски: Ida Caroline Luise zu Waldeck und Pyrmont; * 26 септември 1796, Роден, Княжество Валдек-Пирмонт; † 12 април 1869, Мантон, Франция) e принцеса от Валдек-Пирмонт и чрез жненитба княгиня на Шаумбург-Липе (23 юни 1816 – 21 ноември 1860).

## Произход
Тя е дъщеря на княз Георг фон Валдек-Пирмонт (1747 – 1813) и принцеса Августа фон Шварцбург-Зондерсхаузен (1768 – 1849), дъщеря на княз Август II фон Шварцбург-Зондерсхаузен (1738 – 1806) и съпругата му принцеса Христина фон Анхалт-Бернбург (1746 – 1823).
Ида е погребана в мавзолея при църквата „Св. Мартин“ в Щатхаген.

## Фамилия
Ида се омъжва на 23 юни 1816 г. в Аролзен за Георг Вилхелм фон Шаумбург-Липе (1784 – 1860), първият княз на Шаумбург-Липе, син на граф Филип II Ернст фон Шаумбург-Липе и Юлиана фон Хесен-Филипстал. Те имат децата:
- Адолф I Георг (1817 – 1893), княз на Шаумбург-Липе, женен на 25 октомври 1844 г. за принцеса Херминия фон Валдек-Пирмонт (1827 – 1910)
- Августа Вилхелмина Каролина (1818 – 1891), омъжена на 15 юли 1843 г. за херцог Евгений фон Вюртемберг (1820 – 1875)
- Аделхайд фон Шаунбург-Липе (1821 – 1899), омъжена на 16 октомври 1841 г. (развод 1848) и отново 1854 г. за херцог Фридрих фон Шлезвиг-Холщайн-Зондербург-Глюксбург (1814 – 1885)
- Ернст (1822 – 1831)
- Ида Мария Августа Фридерика (1824 – 1894)
- Ема (1827 – 1828)
- Вилхелм Карл Август (1834 – 1906), женен на 30 май 1862 г. принцеса Батилдис фон Анхалт-Десау (1837 – 1902)
- Херман Ото (*/† 1839)
- Елизабет Вилхелмина Августа Мария (1841 – 1926), омъжена на 30 януари 1866 г. (развод 1868) за Вилхелм, 2. княз на Ханау-Хоровитц (1836 – 1902), син на Фридрих Вилхелм I фон Хесен-Касел (1802 – 1875)